# Pachycheles stevensii
Pachycheles stevensii (лат.) — вид морских неполнохвостых десятиногих ракообразных из семейства Porcellanidae надсемейства Galatheoidea. Внешне напоминают настоящих крабов. У них сплюснутое тело как приспособление для жизни в расщелинах среди камней. Карапакс длиной до 2 см, овальной формы. Его передний край состоит из 3-х долей, средняя доля широкая и треугольная, боковые значительно меньше. Клешни очень крупные, уплощённые, правая больше левой. Окрас оранжево-красный. Встречаются от залива Петра Великого и острова Хоккайдо до Токио и Нагасаки в прибрежной зоне. Вдоль российского побережья Японского моря от залива Горшкова до залива Стрелок. Живут на твёрдых грунтах, таких как галька, песок и камни, до глубины 15 м. Они бывают заражены паразитическими корнеголовыми раками, такими как Lernaeodiscus rybakovi, Lernaeodiscus kasyanovi и Lernaeodiscus rybakovi. У заражённых самцов происходит гиперфеминизация — ширина абдомена увеличивается,
клешни и гоноподы уменьшаются, появляются дополнительные женские плеоподы. Немалая часть заражённых самок остаются способными к размножению, что очень редко бывает при заражении корнеголовыми ракообразными кентрогонидного типа. Pachycheles stevensii безвредны для человека, не являются объектом промысла, их охранный статус не определён.